# Canton de Thourotte
Le canton de Thourotte est une circonscription électorale française située dans le département de l'Oise et la région Hauts-de-France.

## Histoire
Un nouveau découpage territorial de l'Oise entre en vigueur à l'occasion des élections départementales de 2015. Il est défini par le décret du 20 février 2014, en application des lois du 17 mai 2013 (loi organique 2013-402 et loi 2013-403). Les conseillers départementaux sont, à compter de ces élections, élus au scrutin majoritaire binominal mixte. Les électeurs de chaque canton élisent au Conseil départemental, nouvelle appellation du Conseil général, deux membres de sexe différent, qui se présentent en binôme de candidats. Les conseillers départementaux sont élus pour 6 ans au scrutin binominal majoritaire à deux tours, l'accès au second tour nécessitant 12,5 % des inscrits au 1er tour. En outre la totalité des conseillers départementaux est renouvelée. Ce nouveau mode de scrutin nécessite un redécoupage des cantons dont le nombre est divisé par deux avec arrondi à l'unité impaire supérieure si ce nombre n'est pas entier impair, assorti de conditions de seuils minimaux. Dans l'Oise, le nombre de cantons passe ainsi de 41 à 21.
Le canton de Thourotte est formé de communes des anciens cantons de Lassigny (22 communes), de Ribécourt-Dreslincourt (16 communes) et de Guiscard (2 communes). Il est entièrement inclus dans l'arrondissement de Compiègne. Le bureau centralisateur est situé à Thourotte.

## Représentation
| Période élective | Période élective | Mandat | Mandat   | Identité         | Nuance | Nuance | Qualité |
| ---------------- | ---------------- | ------ | -------- | ---------------- | ------ | ------ | --- |
| 2015             | 2021             | 2015   | 2021     | Hélène Balitout  |        | PCF    | Attachée territoriale Première adjointe au maire de Ribécourt-Dreslincourt Conseillère générale du canton de Ribécourt-Dreslincourt (2012-2015) |
| 2015             | 2021             | 2015   | 2021     | Sébastien Nancel |        | PCF    | Employé en sérigraphie Maire de Lagny depuis 2008, Vice-Président de la Communauté de communes du Pays des Sources                              |
| 2021             | 2028             | 2021   | en cours | Hélène Balitout  |        | PCF    | Conseillère sortante |
| 2021             | 2028             | 2021   | en cours | Sébastien Nancel |        | PCF    | Conseiller sortant |

### Résultats détaillés

#### Élections de mars 2015
À l'issue du 1er tour des élections départementales de 2015, deux binômes sont en ballottage : Régis Bonnin et Christelle Simon (FN, 37,42 %) et Hélène Balitout et Sébastien Nancel (DVG, 27,48 %). Le taux de participation est de 53,8 % (12 964 votants sur 24 097 inscrits) contre 51,32 % au niveau départemental et 50,17 % au niveau national.
Au second tour, Hélène Balitout et Sébastien Nancel (DVG) sont élus avec 51,59 % des suffrages exprimés et un taux de participation de 54,58 % (6 200 voix pour 13 153 votants et 24 097 inscrits).
Sébastien Nancel était suppléant du candidat communiste Patrice Carvalho aux élections législatives de juin 2017.

#### Élections de juin 2021
Le premier tour des élections départementales de 2021 est marqué par un très faible taux de participation (33,26 % au niveau national). Dans le canton de Thourotte, ce taux de participation est de 36,13 % (8 687 votants sur 24 043 inscrits) contre 32,46 % au niveau départemental. À l'issue de ce premier tour, deux binômes sont en ballottage : Hélène Balitout et Sébastien Nancel (DVG, 49,56 %) et Pierre Bassoch et Mylène Troszczynski (RN, 25,29 %).
Le second tour des élections est marqué une nouvelle fois par une abstention massive équivalente au premier tour. Les taux de participation sont de 34,36 % au niveau national, 32,8 % dans le département et 35,57 % dans le canton de Thourotte. Hélène Balitout et Sébastien Nancel (PCF) sont élus avec 65,8 % des suffrages exprimés (5 161 voix pour 8 553 votants et 24 043 inscrits),,.

## Composition
Le canton de Thourotte comprend quarante communes entières.
| Nom                               | Code Insee | Intercommunalité       | Superficie (km2) | Population (dernière pop. légale) | Densité (hab./km2) | Modifier                                    |
| --------------------------------- | ---------- | ---------------------- | ---------------- | --------------------------------- | ------------------ | ------------------------------------------- |
| Thourotte (bureau centralisateur) | 60636      | CC des Deux Vallées    | 4,38             | 4 460 (2022)                      | 1 018              | modifier les données · modifier les données |
| Amy                               | 60011      | CC du Pays des Sources | 12,58            | 421 (2022)                        | 33                 | modifier les données · modifier les données |
| Avricourt                         | 60035      | CC du Pays des Sources | 7,01             | 237 (2022)                        | 34                 | modifier les données · modifier les données |
| Bailly                            | 60043      | CC des Deux Vallées    | 4,26             | 605 (2022)                        | 142                | modifier les données · modifier les données |
| Beaulieu-les-Fontaines            | 60053      | CC du Pays des Sources | 12,60            | 571 (2022)                        | 45                 | modifier les données · modifier les données |
| Cambronne-lès-Ribécourt           | 60119      | CC des Deux Vallées    | 6,93             | 1 875 (2022)                      | 271                | modifier les données · modifier les données |
| Candor                            | 60124      | CC du Pays des Sources | 8,95             | 319 (2022)                        | 36                 | modifier les données · modifier les données |
| Cannectancourt                    | 60126      | CC du Pays des Sources | 7,57             | 517 (2022)                        | 68                 | modifier les données · modifier les données |
| Canny-sur-Matz                    | 60127      | CC du Pays des Sources | 6,89             | 411 (2022)                        | 60                 | modifier les données · modifier les données |
| Chevincourt                       | 60147      | CC des Deux Vallées    | 8,12             | 782 (2022)                        | 96                 | modifier les données · modifier les données |
| Chiry-Ourscamp                    | 60150      | CC des Deux Vallées    | 13,25            | 1 109 (2022)                      | 84                 | modifier les données · modifier les données |
| Crapeaumesnil                     | 60174      | CC du Pays des Sources | 4,82             | 220 (2022)                        | 46                 | modifier les données · modifier les données |
| Cuy                               | 60192      | CC du Pays des Sources | 4,33             | 216 (2022)                        | 50                 | modifier les données · modifier les données |
| Dives                             | 60198      | CC du Pays des Sources | 8,29             | 376 (2022)                        | 45                 | modifier les données · modifier les données |
| Écuvilly                          | 60204      | CC du Pays des Sources | 5,77             | 299 (2022)                        | 52                 | modifier les données · modifier les données |
| Élincourt-Sainte-Marguerite       | 60206      | CC du Pays des Sources | 10,98            | 918 (2022)                        | 84                 | modifier les données · modifier les données |
| Évricourt                         | 60227      | CC du Pays des Sources | 3,00             | 217 (2022)                        | 72                 | modifier les données · modifier les données |
| Fresnières                        | 60258      | CC du Pays des Sources | 2,97             | 157 (2022)                        | 53                 | modifier les données · modifier les données |
| Gury                              | 60292      | CC du Pays des Sources | 5,01             | 233 (2022)                        | 47                 | modifier les données · modifier les données |
| Laberlière                        | 60329      | CC du Pays des Sources | 3,49             | 200 (2022)                        | 57                 | modifier les données · modifier les données |
| Lagny                             | 60340      | CC du Pays des Sources | 10,77            | 524 (2022)                        | 49                 | modifier les données · modifier les données |
| Lassigny                          | 60350      | CC du Pays des Sources | 16,65            | 1 436 (2022)                      | 86                 | modifier les données · modifier les données |
| Longueil-Annel                    | 60368      | CC des Deux Vallées    | 5,94             | 2 595 (2022)                      | 437                | modifier les données · modifier les données |
| Machemont                         | 60373      | CC des Deux Vallées    | 6,33             | 808 (2022)                        | 128                | modifier les données · modifier les données |
| Marest-sur-Matz                   | 60378      | CC des Deux Vallées    | 3,25             | 377 (2022)                        | 116                | modifier les données · modifier les données |
| Mareuil-la-Motte                  | 60379      | CC du Pays des Sources | 9,17             | 606 (2022)                        | 66                 | modifier les données · modifier les données |
| Margny-aux-Cerises                | 60381      | CC du Pays des Sources | 4,55             | 254 (2022)                        | 56                 | modifier les données · modifier les données |
| Mélicocq                          | 60392      | CC des Deux Vallées    | 6,57             | 791 (2022)                        | 120                | modifier les données · modifier les données |
| Montmacq                          | 60423      | CC des Deux Vallées    | 7,25             | 1 159 (2022)                      | 160                | modifier les données · modifier les données |
| Ognolles                          | 60474      | CC du Pays des Sources | 6,67             | 287 (2022)                        | 43                 | modifier les données · modifier les données |
| Pimprez                           | 60492      | CC des Deux Vallées    | 9,49             | 851 (2022)                        | 90                 | modifier les données · modifier les données |
| Le Plessis-Brion                  | 60501      | CC des Deux Vallées    | 7,47             | 1 307 (2022)                      | 175                | modifier les données · modifier les données |
| Plessis-de-Roye                   | 60499      | CC du Pays des Sources | 6,20             | 240 (2022)                        | 39                 | modifier les données · modifier les données |
| Ribécourt-Dreslincourt            | 60537      | CC des Deux Vallées    | 12,98            | 3 809 (2022)                      | 293                | modifier les données · modifier les données |
| Roye-sur-Matz                     | 60558      | CC du Pays des Sources | 10,75            | 451 (2022)                        | 42                 | modifier les données · modifier les données |
| Saint-Léger-aux-Bois              | 60582      | CC des Deux Vallées    | 8,30             | 743 (2022)                        | 90                 | modifier les données · modifier les données |
| Solente                           | 60621      | CC du Pays des Sources | 3,06             | 130 (2022)                        | 42                 | modifier les données · modifier les données |
| Thiescourt                        | 60632      | CC du Pays des Sources | 13,03            | 749 (2022)                        | 57                 | modifier les données · modifier les données |
| Tracy-le-Val                      | 60642      | CC des Deux Vallées    | 4,69             | 1 041 (2022)                      | 222                | modifier les données · modifier les données |
| Vandélicourt                      | 60654      | CC des Deux Vallées    | 4,67             | 257 (2022)                        | 55                 | modifier les données · modifier les données |
| Canton de Thourotte               | 6021       |                        | 298,99           | 32 558 (2022)                     | 109                | modifier les données                        |

## Démographie
En 2022, le canton comptait 32 558 habitants, en évolution de −0,95 % par rapport à 2016 (Oise : +0,87 %, France hors Mayotte : +2,11 %).
| 2013   | 2018   | 2022   |
| ------ | ------ | ------ |
| 32 834 | 32 832 | 32 558 |